# Valdemar Kornerup
Valdemar Vincent Kornerup (1. maj 1865 i København – 24. marts 1924) var en dansk maler, søn af Lars Andreas Kornerup, far til Bjørn Kornerup.
Efter at have modtaget vejledning af sin fader, der var en dygtig litograf, arbejdede han 1881—85 på Kunstakademiet og under Krøyer. På Charlottenborg debuterede han 1887 med to billeder, af hvilke Almuebryllup i Vartov Kirke
erhvervedes til den Hirschsprungske Samling; 1888 vakte det store Kimon og Pera opmærksomhed; 1891 tilkendtes den mindre guldmedalje ham for Abisag fremføres for David.
Mellem hans senere arbejder kan særlig fremhæves Bryllup i Vor Frelsers Kirke (1893), En Billedhugger i sit Værksted (1895,
Nationalgaleriet i Lübeck), Der ventes Besøg (1905) og Besøg i Atelieret. 1887—88 rejste Kornerup i Frankrig og Italien, 1890 var han i Italien, Spanien og Grækenland og 1895 igen i Italien.
I Norge gjorde han studier 1898 og levede der det meste af tiden fra 1899 til 1902. Han har senere mest udstillet omhyggeligt
gennemarbejdede mindre interiørbilleder, i hvilke han har forladt den bredere Krøyerske malemåde og har nærmet sig den ældre danske skoles traditioner.